# Stadion ZAZ w Zaporożu
Stadion ZAZ (ukr. Стадіон ЗАЗ) – piłkarski stadion w Zaporożu na Ukrainie. 
Stadion w Zaporożu został zbudowany w XX wieku. Po rekonstrukcji stadion dostosowano do wymóg standardów UEFA i FIFA, wymieniono część starych siedzeń na siedzenia z tworzywa sztucznego. Rekonstruowany stadion może pomieścić 15 000. Do 2006 był domową areną klubu Metałurh Zaporoże. Również na nim rozgrywa mecze Torpedo Zaporoże.